# Epureni
Epureni is een Roemeense gemeente in het district Vaslui.
Epureni telt 3216 inwoners.